# Séisme de 2017 au Sichuan
Le séisme de 2017 au Sichuan est un séisme survenu le 8 août 2017, dans le xian de Jiuzhaigou au Sichuan en Chine.
D'une magnitude de 6.5, il fait 25 morts, 525 blessés et occasionne de nombreux dégâts matériels dans la ville de Zhangzha. Les paysages naturels de la vallée de Jiuzhaigou, classés au patrimoine mondial de l'UNESCO depuis 1992, qui constitue une des principales attractions touristiques de cette partie de la Chine sont également affectés.